# ولاية يالوة
وِلَايَةُ يَالوَة (بالتركية: یالوه ولایت) هي إحدى محافظات تركيا. عاصمتها مدينة يالوة تبلغ مساحتها 403 كم2 ويبلغ عدد سكانها 168,593 نسمة كما يبلغ معدل الكثافة السكانية 418/كم2 تقع في شمال غرب تركيا.